# Ivanec Bistranski
Ivanec Bistranski – wieś w Chorwacji, w żupanii zagrzebskiej, w mieście Zaprešić. W 2011 roku liczyła 937 mieszkańców.